# مارندین تپه
مارندین تپه در شهرستان نکا، روستای ولاشد واقع شده و این اثر در تاریخ ۲۵ اسفند ۱۳۸۰ با شمارهٔ ثبت ۵۴۱۹ به‌عنوان یکی از آثار ملی ایران به ثبت رسیده است.